# Thomas Krause (Mediziner)
Thomas Krause (* 1953 in Gengenbach) ist ein Nuklearmediziner und Professor für Nuklearmedizin am Inselspital, Universität Bern. Er ist Chefarzt und Direktor der Universitätsklinik für Nuklearmedizin am Inselspital Bern. Er ist zudem Präsident der Schweizerischen Gesellschaft für Nuklearmedizin.

## Leben
Krause legte 1972 das Abitur am Schiller-Gymnasium Offenburg ab. Von 1973 bis 1979 studierte er Humanmedizin in Freiburg i. Br. Nach seinem Studium wurde er 1979 zum Dr. med. promoviert. Danach war Krause wissenschaftlicher Assistent in der Neuropathologie der Albert-Ludwigs-Universität Freiburg, sowie in der Kardiologie, Radiologie und Nuklearmedizin der Universitätsklinik Freiburg. Die Anerkennung als Arzt für Nuklearmedizin erhielt er 1992. Im selben Jahr wurde er Oberarzt. Im Jahr 1993 habilitierte Krause und wurde 1993 leitender Oberarzt der Klinik und Poliklinik für Nuklearmedizin. 2000 erfolgte die Ernennung zum außerplanmäßigen Professor. Im selben Jahr wechselte er in gleicher Position nach Bonn. Seit 2001 leitet Krause die Universitätsklinik für Nuklearmedizin am Inselspital Bern.

## Wirken
Krause ist Mitglied in vielen wissenschaftlichen Gremien und Gesellschaften. Er ist Mitherausgeber des deutschsprachigen Standardlehrbuchs der Nuklearmedizin. Er erhielt mehrere Auszeichnungen für seine wissenschaftlichen Arbeiten zu den Schwerpunkten Nuklearmedizinische Verfahren bei Tumorerkrankungen sowie bei koronarer Herzkrankheit, computergestützte Diagnose bei Tumorerkrankungen.

## Schriften
- Torsten Kuwert, Frank Grünwald, Uwe Haberkorn, Thomas Krause (Hrsg.): Nuklearmedizin. 4. Auflage. Thieme, Stuttgart 2007, ISBN 978-3-13-118504-4.